# 飞利浦PM5544

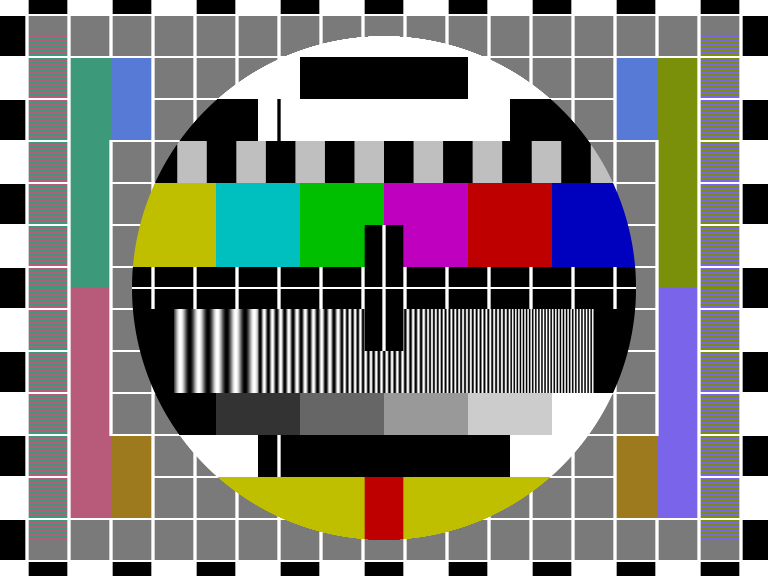
PM5544原始版本

PM5644原始版本

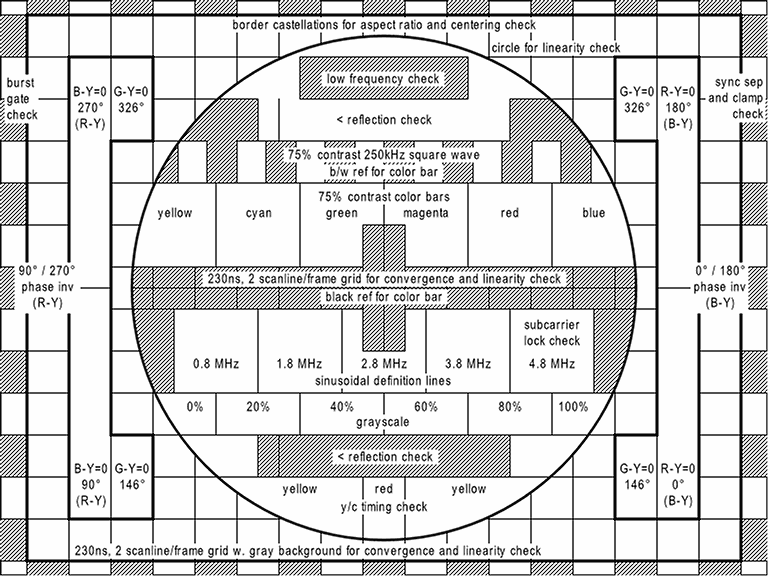
PM5544模式图

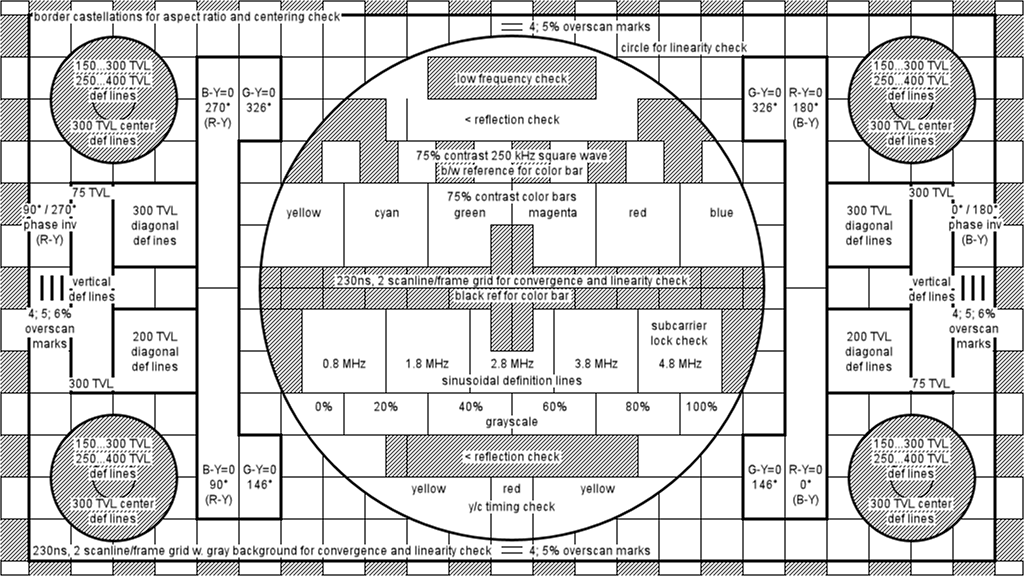
PM5644模式图

飞利浦PM5544是一种电视机检验图，通常提供一个复杂的测试卡，这通常被称为飞利浦图案（英語：Philips Pattern）或PTV圈（英語：PTV Circle）。该模式的内容和布局是在1968年由飞利浦电视实验室首席工程师埃里克·赫尔默·尼尔森（Erik Helmer Nielsen）在哥本哈根设计。飞利浦PM5544已成为最常用的检验图之一，只有SMPTE条和F型测色板接近它的用法。该测试图后来被装入飞利浦以及其他各种制造商的设备中。一些电视台也使用稍加修改的PM5644图案，这些图案包含数字时钟或日期以及电视台呼号。这种作法常见于亚洲和欧洲的部分地区。
PM5544有一种宽屏版本称作PM5644，由飞利浦在1990年代推出。PM5644保留了原来的信号，并提供额外的信号来测试信号和图像质量的其他方面；正如它的前身，PM5644被各种其他制造商采纳。由于PM5644是面向PAL制式彩色编码系统设计，该测试模式在NTSC制式广播机构很不常见，但一些诸如加拿大的CBFT和CBMT、美国的WBOY电视和WNYW、菲律宾的DZBB-TV、缅甸的Myawaddy电视和韩国的MBC过去常使用该图。